# Skala ABEC
ABEC (Annular Bearing Engineering Committee) – zbiór standardów tolerancji przy produkcji łożysk kulkowych. Zostały opracowane przez  Amerykańskie Stowarzyszenie Producentów Łożysk (ABMA). Zostało wyróżnionych pięć klas tolerancji: 1, 3, 5, 7 i 9 (od tolerancji największej do najmniejszej). Czyli im wyższa liczba, tym łożysko jest wykonane z większą dokładnością.
Wszyscy producenci jakości na całym świecie produkują łożyska co najmniej w standardzie ABEC 1. Wyższe klasy ABEC zapewnią lepszą precyzję, efektywność oraz mogą osiągać większe szybkości, co nie oznacza, że mogą obracać się szybciej. Klasyfikacja ABEC nie określa wielu innych ważnych czynników, takich jak: gładkość powierzchni, dokładność / jakość kulek, rodzaj zastosowanego materiału.
Klasy ABEC nie określając użytego materiału precyzują jednak, że łożyska nie spełniające co najmniej ABEC 1, nie mogą być klasyfikowane jako łożyska precyzyjne, a ich tolerancje parametrów są zbyt duże. Skala jest zaprojektowana tak, aby umożliwić użytkownikowi dokonanie świadomego wyboru typu kupowanego łożyska. Wysoko ocenione łożyska są przeznaczone do zastosowań precyzyjnych np. w technice lotniczej, sprzęcie chirurgicznym, natomiast niższe stopnie przeznaczone są dla większości zastosowań, takich jak pojazdy, zastosowania hobbystyczne, łyżworolki, deskorolki, kołowrotki wędkarskie oraz w maszynach przemysłowych.
Wysoko sklasyfikowane łożyska w skali ABEC pozwalają na optymalną wydajność w aplikacjach o istotnym znaczeniu np. wymagających bardzo wysokich obrotów i sprawności w działaniu.
Odpowiednikiem ISO jest ISO 492.
| ABEC   | ISO 492           |
| ------ | ----------------- |
| ABEC 1 | normalna klasa 6X |
| ABEC 3 | klasa 6           |
| ABEC 5 | klasa 5           |
| ABEC 7 | klasa 4           |
| ABEC 9 | klasa 2           |

Jednym z istotnych parametrów łożyska jest mimośrodowość czyli okrągłość na torze w pierścieniu wewnętrznym. Podane niżej wartości określają maksymalny dopuszczalny mimośród.
ABEC 1: 0.0075mm
ABEC 3: 0.0050mm
ABEC 5: 0.0035mm
ABEC 7: 0.0025mm
ABEC 9: 0.0012mm